# Демане, Люсьен
Люсьен Демане (фр. Lucien Démanet; 6 декабря 1874 — 16 марта 1979) — французский гимнаст, двукратный бронзовый призёр летних Олимпийских игр 1900 и 1920.
Демане на Играх 1900 участвовал в единственной гимнастической дисциплине — абсолютное первенство. Набрав 293 очка, он завоевал бронзовую медаль. Чемпионом стал Гюстав Сандра, набравший 302 очка.
Через 20 лет Демане снова участвовал на Олимпийских играх в Антверпене, и занял третье место в командном первенстве.